# Scott LaFaro
Rocco Scott LaFaro, född 3 april 1936, död 6 juli 1961 var en amerikansk jazzkontrabasist främst känd för sin roll i Bill Evans trio.
LaFaro dog ung i en bilolycka kort efter inspelningen av Sunday at the Village Vanguard, förmodligen efter att ha somnat bakom ratten